# 瑪雅天文學
馬雅天文學是指馬雅文明發展出來的天文學，與天體物理學有關。

## 簡介
古代馬雅人不知道望遠鏡，也沒有哥白尼的日心說，卻知道天體的精確運行週期，並和現代極為相近。比如，太陽年（即一般意義上的一年）現代的精確測量值為365.2422天，而古代馬雅人卻知道太陽年的長度為365.2420，比準確數字只少0.0002天，相當於17.28秒，他們計算一年的正確時間為365天又3小時45分48秒，所以他們總共有19個月，其中有18個月有20天，而第19個月有5天3小時45分48秒。馬雅人對金星的會合週期的計算能精確到每六千年只差一天。曆法也指出月亮繞地球一週的時間為29.530588天，而現代科技的測量值為29.528395天。馬雅人觀察到在每年的3月15日，昴宿星團，會第一次在天空中升起，每72年的升起時間，會提早一天；再過72年，又會提早一天，經過約26000年後，昴宿星團又會在3月15日升起（經計算為26280年，因為昴宿星團每72年的升起時間，會提早一天；再過72年，又會提早一天，而一年有365天，所以365乘以72等於26280 )。馬雅人藉由長期觀察，目睹12月冬至地球和太陽及銀河中心在慢慢靠近，並排成一直線，這現象約兩萬六千年發生一次，這也是2012年人類滅亡說的來源之一。

## 澄清
以上所說通篇都是錯誤的, 大多來自有心人士的炒作或穿鑿附會
1.馬雅人並不知道太陽年的長度是365.2420, 馬雅人使用的太陽曆(Haab 哈布曆)是365天, 沒有閏年的設置, 所以誤差很大, 大約每四年會和真正的太陽周期少一天, 每一百年約差24天, 每1507年會少365天, 也就是每1507年, 哈布曆會繞過一個完整的太陽周期, 重新符合太陽位置, 這時候馬雅人的哈布曆已經過了1508年, 而地球實際只繞日1507次
而古代的馬雅人另外有一套曆法叫長紀曆, 是基於馬雅人的20進位的數字系統, 每一周期有360天, 每20周期稱為Ka'tun, 20*20=400個周期稱為Bak'tun, 古代馬雅人觀察到, 在長紀曆過了7 Bak'tun 13 Ka'tun之後(400*7+13*20=3060個周期=1101600天), 它們使用的哈布曆會經過兩次四季重新符合太陽位置
於是從每1101600天差365*2=730天, 得到每年差0.242036天這個結果
但這數字其實是古代馬雅人以文字描述他們發現到的曆法誤差, 而由現代人利用現代數學去算出來的結果, 馬雅人採用他們的曆法時並不知道有這樣的誤差存在, 這個數字純粹是因為馬雅人曆法上的巧合而出現的, 並非馬雅人準確測量得知
2.馬雅人有19個月的原因是因為他們採用20進位的數字系統, 所以每個月是20天, 一年365天則分為完整的18個月, 每個月利用該月份的自然現象取名, 剩下的五天稱為Wayeb, 意思為無名日
馬雅人的一年就是365天, Wayeb為五日, 並無Weyeb有5天3小時45分48秒這種事情
3.馬雅人的金星曆一個周期是584天, 而真實的金星周期(金星周期指的是從地球觀察金星與太陽相對位置回到原點的日子, 非金星公轉周期)是583.924天, 差距是0.076天, 也就是差不多21年就會差一天, 而古代馬雅人也發現了這件事, 所以它們每過61個金星周期就減去4天, 但是這樣每100年仍然會差0.88天, 於是每逢301個金星周期又多減去4天, 經過這樣調整之後, 每481金星周期(約770年)會差0.88天, 而非上文所說的6000年差一天
4.昴宿星團每72年差一天, 是因為地球軸心每71~72年會差1度, 這在天文學上稱為歲差, 地軸完成一周360度的飄移大約是25771年, 歲差的現象各個古文明都有觀察到, 至於後半段說「馬雅人藉由長期觀察，目睹12月冬至地球和太陽及銀河中心在慢慢靠近，並排成一直線，這現象約兩萬六千年發生一次，這也是2012年人類滅亡說的來源之一」這不知所云, 不過可以確定的是2012預言的原因是因為馬雅人長紀曆在2012年12月21日結束第13個Ka'Tun, , 12月22日進入第14個Ka'Tun, 因為換紀元, 所以引發末日聯想

## 來源
1. ↑  20120307關鍵時刻之5 預言.末日.2012這一天.....mpg
2. ↑  曆法預言世界末日　馬雅文明來自外星人？ （页面存档备份，存于）記者陳家豪／台北報導
3. ↑  遠古外星人第4季（第2集）——世界末日預言
4. ↑  .   [2012-06-21]. （原始内容存档于2011-01-12）.

## 相關
- 天體物理學
- 太陽年